# Aubenasson
Aubenasson é uma comuna francesa na região administrativa de Auvérnia-Ródano-Alpes, no departamento de Drôme. Estende-se por uma área de 6,69 km². Em 2010 a comuna tinha 81 habitantes (densidade: 12,1 hab./km²).